# Gran Premio Stad Sint-Niklaas
El Gran Premio Stad Sint-Niklaas (lit. Grande Pulse ciudad de Sint-Niklaas) es una competición ciclista belga que se disputa alrededor de Sint-Niklaas (Flandes Oriental).
La primera edición se disputó el 1932, y entre 2016 y 2017 formó parte del UCI Europe Tour bajo la categoría 1.2. En 2018 pasó a ser una prueba de categoría nacional no UCI.

## Palmarés
| - 1932 Frans Bonduel y Romain Ghijssels - 1933 Romain Gijssels - 1934 Fred Hamerlinck - 1935 Gérard Loncke - 1936 Antoon Cavé - 1937 Michel D'Hooghe - 1938 Roger Gijselinck - 1939 Alfons Deloor - 1940 Frans Cools - 1941 Emile Faignaert - 1942 Georges Claes - 1943 Georges Claes - 1944 Eugeen Jacobs - 1945 Karel De Baere - 1946 Theo Middelkamp - 1947 Gerrit Schulte - 1948 Achille Buysse - 1949 Frans Van de Zande - 1950 Isidoor De Rijck - 1951 Karel De Baere - 1952 Jaak Brutijn - 1953 Jos De Feyter | - 1954 Jan De Valck - 1955 Ludo Van Der Elst - 1956 Marcel Rijckaert - 1957 Léopold Schaecken - 1958 Karel De Baere - 1959 Jan Van Gompel - 1960 R. Buys - 1961 Rik Van Steenbergen - 1962 Gilbert Maes - 1963 Gilbert Maes - 1964 Léo Van Dongen - 1965 Bart Zoet - 1966 Henri Pauwels - 1967 Theo Verschueren - 1968 Valère Van Sweefelt - 1969 Theo Verschueren - 1970 Peter Head - 1971 Roger Rosiers - 1972 Richard Bukacki - 1973 Julien Stevens - 1974 Ronny Van de Vijver |

| Año  | Ganador               | Segundo                 | Tercero               |
| ---- | --------------------- | ----------------------- | --------------------- |
| 1975 | Benny Schepmans       | Frans Van Looy          | Tony Gakens           |
| 1976 | Frans Van Looy        | Serge Vandaele          | Frans Verhaegen       |
| 1977 | Willem Peeters        | Luc Leman               | Frans Van Looy        |
| 1978 | Cees Priem            | Léo Van Thielen         | René Van Gils         |
| 1979 | Jacques Osmont        | Alfons De Bal           | Bert Oosterbosch      |
| 1980 | Johnny De Nul         | Wilfried Van den Broeck | Etienne De Beule      |
| 1981 | Jos Gijsemans         | Rudy Cottenies          | Etienne De Beule      |
| 1982 | Johnny De Nul         | Jan Bogaert             | Hendrik Caethoven     |
| 1983 | Etienne De Wilde      | Jan Bogaert             | Marc Dierickx         |
| 1984 | Jan Bogaert           | William Tackaert        | Ludwig Wynants        |
| 1985 | Frans Van Vlierberghe | Marc Dierickx           | Martin Kemp           |
| 1986 | John Bogers           | Roger De Cnijf          | Mario Mariotti        |
| 1987 | Jan Bogaert           | Hans Daams              | Michel Cornelisse     |
| 1988 | Jan Bogaert           | Marnix Lameire          | Werner Devos          |
| 1989 | Dirk Heirweg          | Daniel Beelen           | Hendrik Redant        |
| 1990 | Jan Bogaert           | Patrice Bar             | Christian Henn        |
| 1991 | Michel Cornelisse     | Johnny Dauwe            | Jan Bogaert           |
| 1992 | Johan Devos           | Stephan Van Leeuwe      | Corneille Daems       |
| 1993 | Patrick De Wael       | Jerry Cooman            | Michel Cornelisse     |
| 1994 | Raymond Meijs         | Martin van Steen        | Paul Van Hyfte        |
| 1995 | Jans Koerts           | Jan Nevens              | Franky De Buyst       |
| 1996 | Geert Van Bondt       | Patrick De Wael         | Willy Willems         |
| 1997 | Peter Spaenhoven      | Marc Streel             | Brian Dalgaard Jensen |
| 1998 | Wim Omloop            | Matthew Gilmore         | Hans De Meester       |
| 1999 | Nico Eeckhout         | Etienne De Wilde        | Brett Aitken          |
| 2000 | Danny Daelman         | Wim Omloop              | Ludo Dierckxsens      |
| 2001 | Jurgen Vermeersch     | Berry Hoedemakers       | Glenn D'Hollander     |
| 2002 | Geert Omloop          | Michel Vanhaecke        | Marc Vlijn            |
| 2003 | Youri Deliens         | Rik Reinerink           | Geert Omloop          |
| 2004 | Tom Steels            | Frank Vandenbroucke     | Bradley Wiggins       |
| 2005 | Serge Baguet          | Tom Steels              | Nick Nuyens           |
| 2006 | Nico Eeckhout         | Stijn Devolder          | Kevin Van Impe        |
| 2007 | Stijn Devolder        | Greg Van Avermaet       | Gorik Gardeyn         |
| 2008 | Greg Van Avermaet     | Tom Steels              | Nick Nuyens           |
| 2009 | Kristof Goddaert      | Niels Albert            | Serge Pauwels         |
| 2010 | Wouter Weylandt       | Frédéric Amorison       | Sébastien Delfosse    |
| 2011 | Nico Eeckhout         | Kevin Peeters           | Jonas Van Genechten   |
| 2012 | Egidijus Juodvalkis   | Bert-Jan Lindeman       | Timothy Stevens       |
| 2013 | Leigh Howard          | Brian van Goethem       | Christophe Prémont    |
| 2014 | Maarten Craeghs       | Kevin Peeters           | Timothy Dupont        |
| 2015 | Dries De Bondt        | Joeri Stallaert         | Gediminas Kaupas      |
| 2016 | Justin Jules          | Alfdan De Decker        | Anthony Giacoppo      |
| 2017 | Gerben Thijssen       | Álvaro Hodeg            | Alexander Maes        |
| 2018 | Michiel Dieleman      | Cédric Raymackers       | Dieter Bouvry         |
| 2019 | Benjamin Verraes      | Polychrónis Tzortzákis  | Wesley Van Dyck       |
| 2020 | No se disputó         | No se disputó           | No se disputó         |
| 2021 | Louis Blouwe          | Toon Stippelmans        | Sander Lemmens        |
| 2022 | Joren Segers          | Mauro Verwilt           | Tom Timmermans        |

## Palmarés por países
| País         | Victorias |
| ------------ | --------- |
| Bélgica      | 73        |
| Países Bajos | 9         |
| Francia      | 2         |
| Lituania     | 1         |
| Australia    | 1         |